# Бертран, сын Альфонса Иордана
Бертран (ум. после 1159) — бастард графа Тулузы Альфонса Иордана. Прибыл в Палестину вместе с отцом в 1147 году. Альфонс Иордан вскоре умер и Бертран обвинил в его смерти своего кузена графа Триполи Раймунда II. В 1148 году Бертран занял крепость Урайму, планируя захватить графство Триполи. Но тот в союзе с Муинеддином Унуром, Нуреддином Махмудом и Сейфеддином Гази захватил Урайму. Бертран попал в плен и был заключен в Алеппо, освобождён он был лишь через 12 лет.

## Биография

### Происхождение и ранние годы
Бертран был незаконнорожденным сыном графа Тулузы Альфонса Иордана. В 1148 году он был, по словам продолжателя Хроники Сигеберта из Жамблу, «подростком (лат. adolescens)».
Отец Альфонса Иордана и дед Бертрана, Раймунд IV, умер при осаде Триполи, но успел до того создать графство Триполи. После смерти Раймунда его наследниками стали сыновья от разных жён: младший, Альфонс Иордан, получил недавно завоёванные земли в Палестине, а старший, Бертран, остался править в Тулузе. По мнению Ж. Ришара, сомнения в законности брака родителей Бертрана подрывали его правление, тогда как Альфонс Иордан был в глазах всех законным наследником западных владений Раймунда. Поэтому произошел обмен: Альфонс Иордан в 1107 году с матерью уехал в Тулузу, в 1108 году Бертран с семьёй отправился на Святую Землю в Триполи. После Бертрана графством Триполи правил сын Бертрана Понс, а в 1137 году Понса сменил сын Понса Раймунд.

### Смерть Альфонса Иордана
«Гильдефонс [Альфонс Иордан], граф святого Эгидия, с армией из 20 кораблей напал на Палестину, и когда ожидалось, что он совершит что-то великое, он умер в Кесарии Палестинской, будучи сильно пьян, как говорят, это дело королевы».
Альфонс Иордан принял участие во Втором крестовом походе. Войска крестоносцев под командованием Конрада III, короля Германии, высадились на Святой земле в середине апреля 1147 года, а через несколько дней в Акру прибыл Альфонс Иордан с женой и детьми. По пути из Акры в Иерусалим он неожиданно скончался в Кесарии. Причиной смерти могла быть болезнь вроде аппендицита, но окружающие заподозрили отравление. Бертран напрямую обвинил в убийстве своего отца графа Триполи Раймунда. Ж. Ришар полагал, что у Альфонса Иордана был план — он собирался отобрать графство Триполи у Раймунда на основаниях порфирородства — предпочтения в наследовании тех сыновей, которые рождены после начала правления отца. Сам Альфонс родился после того, как Раймон де Сен-Жиль стал «графом Триполи», и мог считать себя более достойным получить наследие отца, чем потомки брата Альфонса Иордана — Бертрана. Ж. Ришар предположил, что Раймунд узнал об этом плане и отравил Альфонса. К. Льюис назвал теорию Ж. Ришара интересной, но не поддержал её. По мнению К. Льюиса, вероятнее всего, отравления не было.
По словам Камаль ад-Дина, после смерти отца Бертран принял участие в осаде Дамаска. К. Льюис писал, что тем самым он стал единственным крестоносцем из Окситании, который достоверно там был.

### Урайма
Бертран, по словам С. Рансимена, «не мог позволить богатому Триполи оставаться во власти родственника, которого он считал виновным в гибели своего отца». После окончания осады Дамаска Бертрану удалось взять (проникнуть в) крепость Урайму, расположенную на неприступной скале и дававшую контроль над дорогой в Латакию. Ж. Ришар полагал, что захват Бертраном Ураймы был частью плана Альфонса Иордана. По мнению К. Льюиса, возможно, что сеньор Ураймы согласился с тем, что Альфонс Иордан и его потомки являются законными правителями Триполи, и добровольно впустил Бертрана с его отрядом в крепость. Бертрана поддержал король Иерусалима, в ответ в начале сентября 1148 года Раймунд объединился с фактическим правителем Дамаска эмиром Муинеддином Унуром. Унур привлёк к союзу против Бертрана Нуреддина Махмуда. Осенью армии Унура, Нуреддина Махмуда и его брата Сейфеддина Гази захватили Урайму. Бертран попал в плен и был заключён в Алеппо. 
К. Льюис утверждал со ссылкой на Камаль ад-Дина и Ибн аль-Асира, что Раймунд позволил Нуреддину Махмуду и Муинеддину Унуру «войти в его графство и захватить Урайму», и в итоге эти эмиры захватили «Бертрана и всю его свиту, в которую, по-видимому, входила „его мать“». Однако Камаль ад-Дин сообщал о пленении лишь Бертрана. О пленении матери Бертрана вместе с ним писали Ибн аль-Каланиси и Ибн аль-Асир. Продолжатель Хроники Сигеберта из Жамблу утверждал, что с Бертраном в плен попала его сестра. Историки тоже описывали пленение Бертрана по-разному. Дж. Альптекин писал, что вместе с Бертраном в плен попала и его мать. Про пленение сестры писали C. Рансимен и Н. Елисеев. По легенде, изложенной изначально Робером де Ториньи, сестра Бертрана вошла в гарем Нуреддина Махмуда и была матерью Исмаила ас-Салиха. Эту легенду поддерживали некоторые историки. М.-Б. Брюгьер утверждала, что сестра Бертрана стала любимой женой Нуреддина, К. Девик (1670—1734) и Ж. Виссет (1685—1756) в 3 томе Общей истории Лангедока писали, что Нуреддин сделал сестру Бертрана своей своей женой, Ж. Ришар — что она вошла в гарем Нуреддина.
В плену Бертран пробыл до 1159 года. За это время он сильно ослаб. Гийом Тирский писал, что об освобождении Бертрана просил Нуреддина император Мануил I Комнин. Свободу Бертран вместе с другими пленниками получил в рамках договора императора с Нуреддином. О жизни Бертрана после освобождения нет никаких данных.
По словам Ж. Ришара, эти события описаны только Камаль ад-Дином, однако Ибн аль-Каланиси также описал их, а Ибн аль-Асир повторил его сообщение , краткий отчёт есть у продолжателя Хроники Сигеберта из Жамблу и Гийома де Нанжи.